# Instituto Nacional de Orientación Femenina
El Instituto Nacional de Orientación Femenina (INOF) es un centro penitenciario para mujeres en Venezuela ubicado en Los Teques, estado Miranda, el único existente en el país. Para 2024, en el INOF tenía una hacinamiento crítico de 185,71% y contaba con el 28% de las mujeres privadas de libertad en Venezuela.

## Historia
La jueza María Lourdes Afiuni, una de las reclusas mejor conocidas del INOF) fue amenazada, atacada y violada durante su encarcelamiento entre 2009 y 2011, sufriendo posteriormente un aborto. Afiuni debió someterse a una histerectomía y la reconstrucción de sus órganos sexuales y vejiga por el abuso sexual, y uno de sus senos resultó 25% necrosado por la patada de una de los custodios.
Araminta González, apresada entre 2014 y 2017, fue obligada a aprenderse himnos y saludos militares y a expresar afecto por el expresidente Hugo Chávez. Al negarse, como castigo era obligada a hacer reverencias a una imagen en medio del patio agarrándose los tobillos y caminando alrededor de la cancha en lo que llamaban «el paso de la gallina», o a permanecer «firme, mirándolo bajo el sol» hasta desmayarse. En la habitación que permanecía aislada continuaba escuchando el himno nacional entonado por Chávez.
Para 2024, en el INOF tenía una hacinamiento crítico de 185,71% y contaba con el 28% de las mujeres privadas de libertad en Venezuela, un total de 650 mujeres.

## Reclusas notables
- Araminta González
- Emirlendris Benítez
- Gina Mercado
- Ivonne Barrios
- Karen Palacios
- María Lourdes Afiuni
- Martha Lía Grajales
- Nakary Ramos